# Корнієнко Тимофій Никанорович
Корніє́нко Ти́міш Никано́рович (24 листопада 1897, Бердянськ, Таврійська губернія, Російська імперія — † 22 листопада 1921, Базар, Київська губернія, УСРР) — український військовик, обозний 1-ї бригади 4-ї Київської дивізії Армії УНР, Герой Другого Зимового походу.

## Життєпис
Українець. Міщанин.
Малограмотний.
Безпартійний.
В українській армії з 1918 року.
Інтернований в одному з польських таборів.
Під час Другого Зимового походу — в обозі 1-ї бригади 4-ї Київської дивізії.
Потрапив у більшовицький полон 17 листопада під с. Малі Миньки.
Розстріляний 22 листопада 1921 у м. Базар.
Реабілітований 27 квітня 1998.

## Вшанування пам'яті
- Його ім'я вибите серед інших на Меморіалі Героїв Базару.